# Varkenmarkt (Gorinchem)
De Varkenmarkt van Gorinchem, in de Nederlandse provincie Zuid-Holland, ligt in het oude centrum van de stad, net als de Grote Markt en de Groenmarkt, waar de Grote Kerk uit 1851 staat. De Vismarkt is aan de andere kant van de Linge.
Tijdens de Tweede Wereldoorlog werd er onder de Varkenmarkt een schuilkelder gebouwd. De kinderen speelden toen met aldaar gevonden botten, In 1996, tijdens de renovatie van een viertal woningen, werd een deel van de begraafplaats aangetroffen van het voormalige Franciscanen- of Minderbroedersklooster, dat na de inname van de stad in 1572 gesloten werd op last van de protestantse Geuzen. Kapelaan Nicolaas Pieck, Nicasius van Heeze, pastoor Hieronymus van Weert, Antonius van Weert  en nog enkele paters en priesters van dit klooster behoorden tot de 19 Martelaren van Gorcum en werden op 9 juli 1572 op bevel van geuzenleider   Willem van der Marck, graaf van Lumey opgehangen. In 1579 werd het klooster afgebroken.

De kisten lagen nog keurig naast elkaar onder de Varkenmarkt. Uit nader onderzoek bleek dat er op deze plaats ook vrouwen waren begraven. Het betrof hier vermoedelijk een deel van het kerkhof dat voor weldoeners van het klooster was bestemd. Alle 31 graven werden geruimd maar de begraafplaats zelf zal groter zijn geweest.
Op de Varkensmarkt wordt jaarlijks in de laatste week van augustus een zomerfeest gehouden. In 2013 organiseerde de Oranjevereniging op de Varkenmarkt vier dagen feest. Het programma werd op 27 april geopend door burgemeester Anton Barske, op 28 april was er een Koningsbal.